# چشمه سرو نخودی
چشمه سرو نخودی از جمله چشمه‌های شهرستان سروستان در استان فارس است.
این چشمه در ۱۹ کیلومتری شهر سروستان و در نزدیکی روستای سرو نخودی واقع است و دارای آب شیرین می‌باشد.این چشمه از جاذبه‌های گردشگری شهرستان سروستان محسوب می‌شود.